# شیمن
شیمن روستایی بختیاری‌نشین است. شیمن از توابع بخش مرکزی شهرستان ایذه استان خوزستان است و در دهستان سوسن غربی قرار دارد و در ۶۵ کیلومتری شهرستان ایذه می‌باشد.
این روستا از دو بخش شیمن سفلی و علیا تشکیل شده‌است و براساس سرشماری‌های سال ۹۲ حدود ۵۰۰نفر جمعیت دارد.  این روستا دارای زمین‌های زراعی زیادی و شالیزارهای برنج می‌باشد. در این روستای زیبا یک طرح پرورش ماهی قزل آلا ۱۰۰ تنی واقع شده‌است. این روستا دارای انگور و انجیر کوهی مؤرد و بلوط و انار می‌باشد و دارای کوهای مرتفع که قبلاً زیستگاه حیوانات وحشی نظیر خرس و پلنگ ایرانی بوده‌است. از دیگر جاذبه‌های این روستا کتیبه‌های سنگی قدیمی می‌باشد.